# Saint-Orens
Saint-Orens é uma comuna francesa na região administrativa de Occitânia, no departamento de Gers. Estende-se por uma área de 4,34 km². Em 2010 a comuna tinha 84 habitantes (densidade: 19,4 hab./km²).